# سون جیان
سون جیان (چینی: 孫堅; پین‌یین: sūn jiān) () (۱۵۵–۱۹۱؟)،با نام محترم ون‌تای، یک ژنرال نظامی، سیاستمدار و جنگ سالار چینی بود. که در اواخر سلسله هان شرقی چین زندگی می کرد. در سال ۱۹۰م زمانی که جنگ سالاران چین، برای برکناری برکناری دونگ ژو ائتلافی را تشکیل دادند با یوان شو متحد شد. اگرچه او نیروها و زمین های زیادی را تحت کنترل خود نداشت، اما دونگ ژو از شجاعت و تدبیر شخصی سون جیان می ترسید و او را در میان یوان شائو، یوان شو و لیو بیائو به عنوان تأثیرگذارترین مردان آن زمان قرار داد.پس از انحلال ائتلاف در سال بعد، چین وارد جنگ داخلی شد. در سال ۱۹۱، سون جیان در نبرد در طول یک لشکرکشی تهاجمی علیه لیو بیائو کشته شد.
سون جیان همچنین پدر سون کوان، یکی از شخصیت های اصلی دوران سه پادشاهی بود که در نهایت امپراتوری وو شرقی را تأسیس کرد و خود را اولین امپراتور آن در سال ۲۲۹ اعلام کرد، پس از آن به سون جیان عنوان پس از مرگ امپراتور وولیه (武烈皇帝) داده شد.